# Stamboom van de hertogen van Aquitanië

Wapen van het hertogdom van Aquitanië.

Dit is de stamboom van de hertogen van Aquitanië tussen 898 en 1204.